# Monocentrus tessmanni
Monocentrus tessmanni är en insektsart som beskrevs av Capener 1972. Monocentrus tessmanni ingår i släktet Monocentrus och familjen hornstritar. Inga underarter finns listade i Catalogue of Life.